# Euphaedra (Euphaedrana) perseis
Euphaedra (Euphaedrana) perseis es una especie de  Lepidoptera, de la familia Nymphalidae,  subfamilia Limenitidinae, tribu Adoliadini, pertenece al género Euphaedra, subgénero (Euphaedrana).

## Localización
Esta especie de Lepidoptera se encuentra localizada en Sierra Leona y Costa de Marfil. 